# 羅賓斯 (加利福尼亞州)
羅賓斯（英語：Robbins）是位於美國加利福尼亞州薩特縣的一個人口普查指定地區。

## 地理
羅賓斯的座標為38°52′01″N 121°42′26″W / 38.86694°N 121.70722°W，而該地最高點為海拔高度7米（即23英尺）。

## 人口
根據2010年美國人口普查的數據，羅賓斯的面積為16.920平方千米，均為陸地。當地共有人口323人，而人口密度為每平方千米19人。